# Cirrhilabrus cyanopleura
Cirrhilabrus cyanopleura är en fiskart som först beskrevs av Bleeker, 1851.  Cirrhilabrus cyanopleura ingår i släktet Cirrhilabrus och familjen läppfiskar. IUCN kategoriserar arten globalt som otillräckligt studerad. Inga underarter finns listade i Catalogue of Life.